# Variomatic

Hur en CVT fungerar.

Variomatic var ett varumärke för en steglös remdriven automatlåda (CVT) som utvecklades av DAF på 1950-talet. Denna teknik möjliggjorde att även småbilar kunde göras automatväxlade.

## Historia
På 1950-talet fanns ett behov av små lättkörda bilar i Europa. Nederländaren Hubert van Doorne (grundaren av DAF) hade en Buick Dynaflow med automatlåda som han var väldigt förtjust i. Han började att jobba på en folkbil som skulle vara liten och enkel, men samtidigt lättkörd och smidig. En konventionell automatlåda var vid den tiden för stor, energikrävande och tung för att kunna monteras och användas i en liten bil.
Med inspiration av de remdrivna redskapen i fabriken tog man fram Variomatic (DAF:s varumärke på det som idag kallas CVT (continuously variable transmission)). Denna transmission bestod endast av två primär- och sekundärvariatorer som drev varsitt bakhjul med remmar, samt vakuumslangar till motorn som styrde variatorerna. Transmissionen styrdes av vakuumet i motorns insugsrör och när motorn arbetade med högre varvtal pressades primärvariatorerna inåt och ökade remmarnas effektiva diameter. Sekundärvariatorerna fungerade som "slavar" och pressades isär av remmarna. När man saktade in skedde motsvarande utväxling åt andra hållet. Transmissionen monterades bak, under baksätet, dels för att den var för skrymmande för att byggas ihop med motorn och dels för att förbättra viktfördelningen, då de små bilarna skulle bli för framtunga med hela drivlinan fram.
Premiärmodellen fick namnet DAF 600 och lanserades 1958 som årsmodell 1959. Den uppgraderades till DAF 750, som senare blev DAF Daffodil osv.

## Teknik

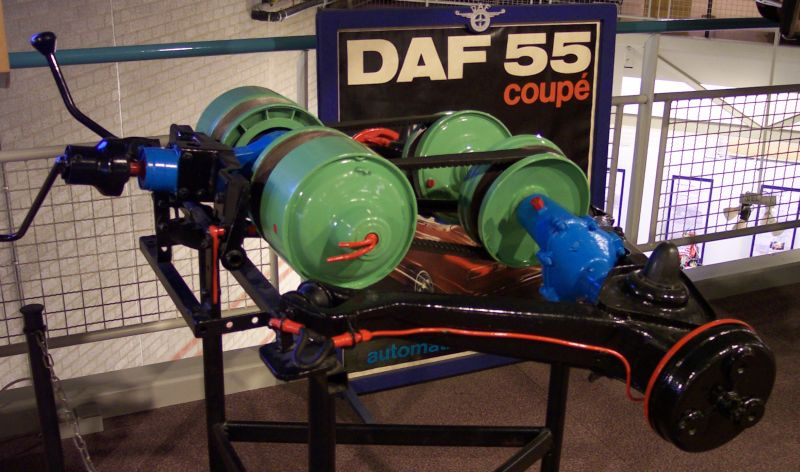
Variomatictransmission av äldre typ, här från DAF 55

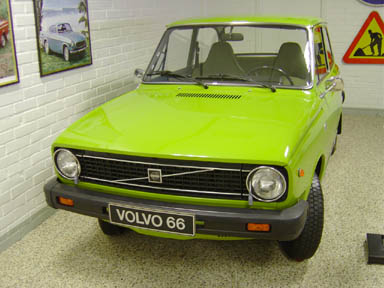
En Remjohan av typ Volvo 66

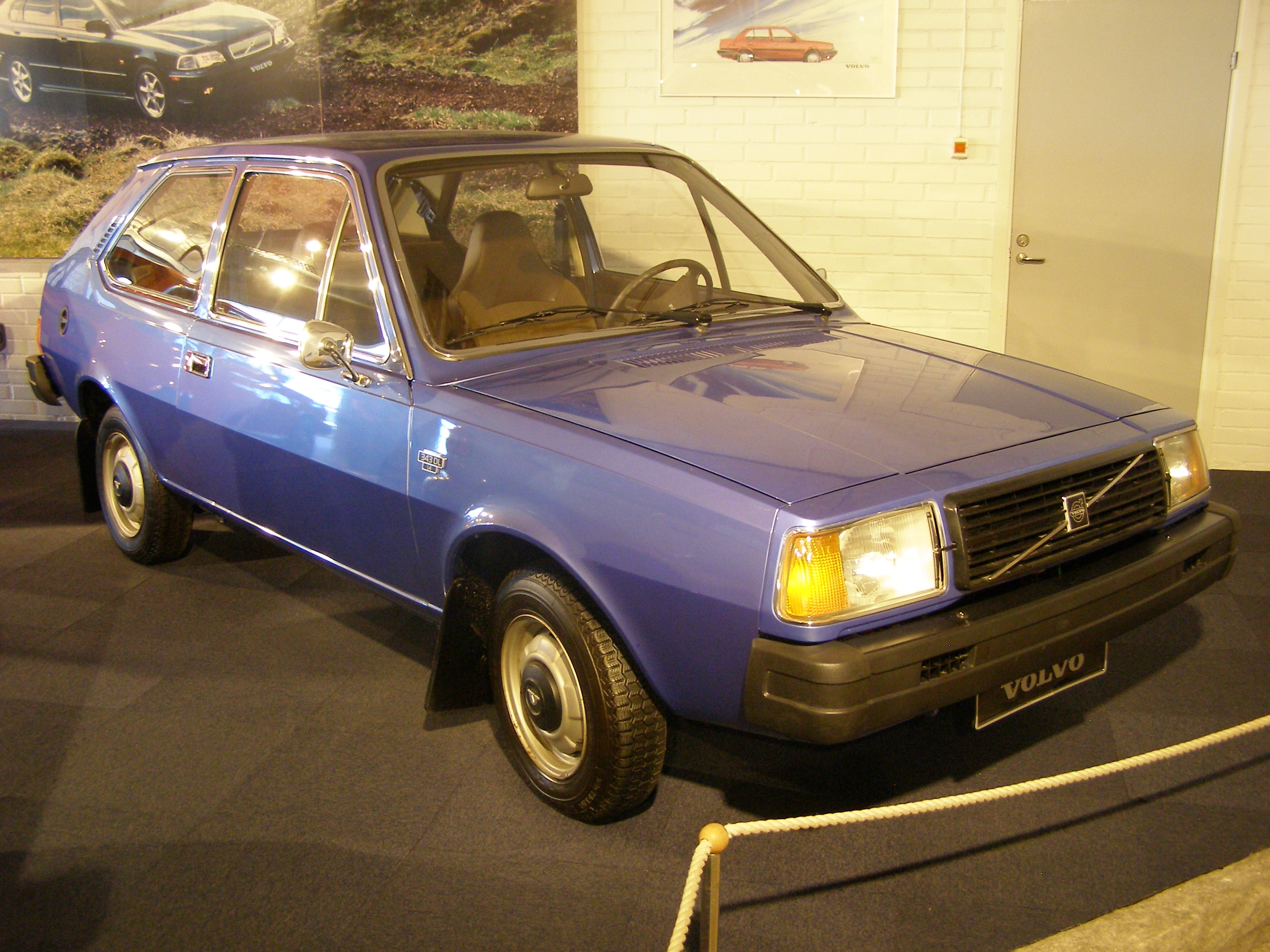
En Remjohan av typ Volvo 343

Utväxlingen på Variomaticlådorna var i princip helt steglös, och möjliggjordes av att två kilformade remmar av textilarmerat gummi löpte mellan två par remhjul. Remhjulen var delade i två koniska halvor, och genom att variera avståndet mellan halvorna tvingades remmen upp och ned mellan dessa. Detta innebar att remhjulens effektiva diameter varierade.
Genom att använda motorns vakuum samt fjädrar och centrifugalvikter styrdes transmissionen att i varje ögonblick ge lämplig utväxling för en given kombination av belastning, hastighet och gaspådrag.
Remtransmissionen monterades ihop med bakaxeln och förbands med motorn via en kardanaxel och en centrifugalkoppling; på de tidiga DAF-modellerna utgjorde transmissionen en del av bakaxeln i och med att remmarna och sekundärvariatorerna var direktkopplade till varsitt bakhjul. På de två sista DAF-modellerna och på Volvos modeller med Variomatic var istället transmissionen och bakaxeln med differentialväxel två separata enheter.
Växelväljaren på DAF-modellerna var enkel och lades i den riktningen man ville köra, alltså framåt eller bakåt. Om spaken ställdes i mitten var växellådan frikopplad, alltså i neutralläge.
På Volvo 66 och Volvo 340 med Variomatic var växelreglaget omgjort och mer likt ett traditionellt automatlådereglage med ett parkeringsläge (P) med reglaget lagt längst fram, följt av back (R), neutral (N) och sen körläge (D) med reglaget lagt längst bak. Bilarna kunde nu ej heller startas med något körläge ilagt och helst skulle neutralläget vara förvalt när motorn startades, eftersom drivlinan kunde skadas om man varvade motorn för mycket i parkeringsläget.
I Sverige var Variomatictransmissionen samt bilar utrustade med denna kända under smeknamnet Rem-Johan; detta gäller främst Variomaticförsedda Volvobilar såsom Volvo 66 och automatväxlade Volvo 340 då Variomaticlådan blev mer vanlig i Sverige efter att Volvo köpt upp DAF. Namn som Rembränt och Hängsel-Johan var också vanliga.
Variomaticlådan fick aldrig någon större kommersiell framgång i Sverige då den fick ett problemrykte kring sig, mycket då Volvoverkstäderna inte hade rätt kompetens att serva och justera lådorna. På de allra första DAF-modellerna som såldes kunde remmarna börja slira om man körde i kraftigt regn med vattensamlingar på vägen, då kåporna under bilarna inte skyddade tillräckligt. På DAF-modellerna tillverkade före Volvos övertagande saknades dessutom differentialväxel; dessa hade istället variatorerna och remmarna kopplade direkt till respektive bakhjul, vilket möjliggjorde att bakhjulen ändå kunde rotera olika snabbt vid kurvtagning tack vare individuell utväxling mellan dem. Detta gjorde dock att remmarna behövde regelbunden justering för att inte slitas ojämnt, och var de ojämnt slitna behövde båda remmarna bytas. På DAF 46, DAF/Volvo 66 och Volvo 340 var växellådan ombyggd med en differentialväxel monterad i en konventionell bakaxel ihopbyggd med transmissionen och med lika drivning och slitage mellan remmarna vid alla tillfällen, i detta fall kunde man köra med endast en rem ifall en skulle gå av, och att det i detta fall var dubbla remmar berodde på att de skulle stärka upp varandra och inte för att de skulle möjliggöra individuell drivning mellan bakhjulen som hos de föregående bilmodellerna.
Transmissionen var svårjusterad, speciellt på de första bilmodellerna, och trots att Volvo var med och modifierade transmissionen inför utvecklingen av DAF 46, DAF/Volvo 66 och Volvo 340 så hade ofta Volvoverkstäderna inte rätt kompetens att finjustera remmarna, vilket kunde orsaka diverse problem. Var remmarna för hårt spända kunde ökad bränsleförbrukning uppstå, liksom ökad risk för rembrott, och var de för löst spända kunde de slira lättare, framförallt vid fuktigt väder, och att få en perfekt justering kunde handla om millimeterprecision. Oavsett om transmissionen var korrekt justerad eller inte kunde dock körningen ändå bli ryckig, detta på grund av dålig synkronisering mellan centrifugalkopplingen och själva transmissionen. Allt detta i kombination av bland annat kallstartsproblem hos de tidiga årsmodellerna av Volvo 340 gjorde att de Variomaticförsedda Volvobilarna fick ett dåligt rykte från start.
I Volvo 300-serien fanns Variomatic som tillval endast till Volvo 340 med 1,4-liters Renaultmotorn (Volvo B14), dels för att drivlinan inte klarade för höga vridmoment men även för att den större Renaultmotorn (B172) samt Volvos egna motorer (B19 och B200) tog för mycket plats i motorutrymmet, vilket gjorde att vissa komponenter skulle behöva monteras baktill, såsom reservhjulet. Detta var inte möjligt eftersom Variomaticväxellådan var för skrymmande. Senare Volvo 300-bilar med manuell växellåda kunde fås med andra motoralternativ och hade då reservhjulet bak och bensintanken i två enheter framför bakaxeln på båda sidor om växellådan till skillnad från Volvo 340 med minsta motorn som har reservhjulet fram och bensintanken bakom bakaxeln.
När Volvo 440/460 lanserades 1988 fortsatte Volvo 300-serien att tillverkas några år till, inledningsvis ett billigare alternativ. De manuella versionerna av Volvo 340 liksom Volvo 360 slutade tillverkas 1990, medan Volvo 340 med Variomatic slutade tillverkas året efter, detta på grund av att Volvo 440/460 ej kunde fås med automatväxellåda i början.
När den sista 1991-års Volvo 340 rullade av bandet togs den remdrivna Variomatic ur produktion för gott hos bilbranschen. Den finns kvar i liknande utföranden hos 4-hjulingar, EU-mopeder, snöskotrar, osv.
Idag lever bilbranschens motsvarighet till Variomatic vidare i form av elektroniskt styrda variatortransmissioner med endast ett par remhjul och en stålrem.

## Variomatic i olika sporter
DAF hade stora framgångar i rally med sina remdrivna bilar. Mycket tack vare att de hade en bättre viktfördelning än konventionella bakhjulsdrivna bilar och även för att de tidiga modellerna saknade konventionell differential, vilket förbättrade framkomlighet och kurvtagning på sämre underlag.
Omkopplaren för framåt och back var även placerad framför transmissionen, vilket gjorde att bilarna kunde gå lika fort framåt som bakåt. Det var vanligt att holländarna tävlade i så kallad "Crazy Racing", en gren DAF var ensamma i, det gick ut på att man skulle backa så fort som möjligt, så långt som möjligt på kortast tid. Det slutade ofta med att en eller flera körde av vägen och kvaddade bilen.

## VDT
VDT, eller Van Doorne's Transmissie BV, var från början ett annat namn på den hollandstillverkade Variomatic-växellådan, idag är det ett Bosch-ägt företag som gör steglösa transmissioner med stålremmar och variatorer till andra bilmärken som till exempel Audi och Nissan.
Namnet började användas vid Volvos uppköp av DAF 1975, dock användes ordet Variomatic fortfarande i folkmun bra många år därefter och därmed är namnet inte speciellt känt idag.

## Bilmodeller med Variomatictransmission i kronologisk ordning

### DAF
- DAF 600
- DAF Daffodil
  - DAF 750
  - DAF 30
  - DAF 31
  - DAF 32
- DAF 33
- DAF 44
- DAF 55
- DAF 66
- DAF 46

### Volvo
- Volvo 66
- Volvo 340

### Övriga
- Tjorven